# Lista do Patrimônio Mundial na Oceania
- Austrália
- Ilhas Marshall
- Ilhas Salomão
- Kiribati
- Micronésia
- Nova Zelândia
- Palau
- Papua-Nova Guiné
- Vanuatu

Património Mundial na Oceania

A Organização das Nações Unidas para a Educação, a Ciência e a Cultura (UNESCO) propôs um plano de proteção aos bens culturais do mundo, através do Comité sobre a Proteção do Património Mundial Cultural e Natural, aprovado em 1972. Esta é uma lista do Patrimônio Mundial existente na Oceania, especificamente classificada pela UNESCO e elaborada de acordo com dez principais critérios cujos pontos são julgados por especialistas na área. A Oceania, uma região de grande legado histórico e cultural marcado pelo florescer de diversas civilizações aborígenes e com grandes áreas que atestam momentos importantes da evolução da vida na Terra, é uma das sub-regiões classificadas pela UNESCO, sendo parte integrante da região Ásia e Pacífico.
A sub-região da Oceania é composta pelos Estados-membros: Austrália, Kiribati, Micronésia, Ilhas Marshall, Ilhas Salomão, Nova Zelândia, Palau, Papua-Nova Guiné e Vanuatu. Os sítios Região dos Lagos Willandra, Parque Nacional Kakadu e Grande Barreira de Coral (que integram o Patrimônio Mundial na Austrália) foram os primeiros locais da Oceania reconhecidos pela UNESCO, em 1981. A Austrália é o país da sub-região com o maior número de bens listados, totalizando 20 bens listados desde a mais recente adesão. 

## Sítios do Patrimônio Mundial
A lista abaixo inclui todos os locais localizados geograficamente dentro da região da Oceania e não está baseada nas divisões estatísticas da UNESCO. A lista inclui vários sítios listados em Estados-parte que não integram oficialmente a sub-região, mas que estão localizados geograficamente na Oceania; incluindo propriedades pertencentes ao Patrimônio Mundial do Chile (Parque Nacional Rapa Nui), da França (Lagoas da Nova Caledónia e Taputapuātea), do Reino Unido (Ilha Henderson) e dos Estados Unidos (Parque Nacional dos Vulcões do Havaí e Papahānaumokuākea).
A região da Oceania conta atualmente com os seguintes lugares declarados como Patrimônio da Humanidade pela UNESCO:
| Sítio                                                                  | Imagem | País           | Localização                                 | Critério                               | Ano  | Descrição | Ref.   |
| ---------------------------------------------------------------------- | ------ | -------------- | ------------------------------------------- | -------------------------------------- | ---- | --- | ------ |
| Grande Barreira de Coral                                               |        | Austrália      | Queensland                                  | Natural: (vii)(viii)(ix)(x)            | 1981 | A Grande Barreira compõe o maior sistema de recifes de coral do mundo, composto por mais de 2.900 recifes individuais. Abriga um nível excepcional de biodiversidade marinha e é considerada a área mais rica do mundo em termos de diversidade animal. É o lar de aproximadamente 400 tipos de corais e forma um habitat crítico para muitas espécies ameaçadas de extinção. | [ 5 ]  |
| Parque Nacional Kakadu                                                 |        | Austrália      | Território do Norte                         | Misto: (i)(vi)(vii)(ix)(x)             | 1981 | As zonas úmidas de Kakadu, cobrindo mais de 1/3 do parque, são consideradas internacionalmente importantes. Vários sítios arqueológicos fornecem evidências de habitação da área por mais de 40.000 anos. Os pictogramas em Ubirr, Burrunggui e Nanguluwu são reconhecidos internacionalmente como exemplos notáveis de arte rupestre antiga, datando de mais de 18.000 anos atrás. | [ 6 ]  |
| Região dos Lagos Willandra                                             |        | Austrália      | Nova Gales do Sul                           | Misto: (iii)(viii)                     | 1981 | Um sítio geológico contendo restos fossilizados de formações de areia. Inclui evidências arqueológicas excepcionais de habitações humanas passadas de 45 a 60.000 anos atrás, incluindo o local de cremação mais antigo do mundo, os vestígios do Lago Mungo. | [ 7 ]  |
| Arquipélago de Lord Howe                                               |        | Austrália      | Nova Gales do Sul                           | Natural: (vii)(x)                      | 1982 | Esta ilha é os restos erodidos de um vulcão em escudo de sete milhões de anos, resultante de erupções que duraram cerca de meio milhão de anos. O sítio é lar de inúmeras espécies endêmicas, colônias de reprodução significativas de aves marinhas e o recife de coral mais meridional do mundo. | [ 8 ]  |
| Áreas selvagens da Tasmânia                                            |        | Austrália      | Tasmânia                                    | Misto: (iii)(iv)(vi)(vii)(viii)(ix)(x) | 1982 | Cobrindo quase 20% do território da Tasmânia, esta área constitui um dos últimos trechos de deserto temperado do mundo. É dominado pela área remota e inacessível Área selvagem do Sudoeste australiano. Escavações na área descobriram evidências de presença aborígine que datam de pelo menos 20.000 anos atrás. | [ 9 ]  |
| Florestas Tropicais Gondwana da Austrália                              |        | Austrália      | Queensland/ Nova Gales do Sul               | Natural: (viii)(ix)(x)                 | 1986 | Este sítio foi inscrito por sua importância para a geologia e conservação ambiental. Abrange um grande número de áreas protegidas naquela que é a mais extensa área de floresta tropical e subtropical do mundo. Possui um valor de conservação extremamente alto, com mais de 200 espécies vegetais e animais raras ou ameaçadas de extinção. | [ 10 ] |
| Parque Nacional dos Vulcões do Havaí                                   |        | Estados Unidos | Havaí                                       | Natural: (viii)                        | 1987 | Localizado na Ilha Havaí, abriga dois dos vulcões mais ativos do mundo: Kilauea e Mauna Loa. Como a atividade vulcânica constante é facilmente observada, a área forneceu informações científicas sobre os processos de vulcanismo, incluindo a formação das ilhas havaianas. | [ 11 ] |
| Parque Nacional Uluru-Kata Tjuta                                       |        | Austrália      | Território do Norte                         | Natural: (v)(vi)(vii)(ix)              | 1987 | | [ 12 ] |
| Ilha Henderson                                                         |        | Reino Unido    | Ilhas Pitcairn                              | Natural: (vii)(x)                      | 1988 | Uma das ilhas mais remotas do mundo, Henderson abriga um ecossistema intocado pela atividade humana e abriga várias espécies endêmicas. Foi inscrito como um tremendo valor para as ciências naturais, proporcionando a oportunidade de estudar a dinâmica de um ecossistema isolado. | [ 13 ] |
| Trópicos húmidos de Queensland                                         |        | Austrália      | Queensland                                  | Natural: (vii)(viii)(ix)(x)            | 1988 | Uma área de floresta tropical espalhada ao longo da Grande Cordilheira Divisória. A área abriga um nível excepcional de biodiversidade, com pelo menos 85 espécies endêmicas e a maior concentração de táxons primitivos do mundo. É também uma área importante para marsupiais únicos e ameaçados de extinção. | [ 14 ] |
| Te Wahipounamu - Sudoeste da Nova Zelândia                             |        | Nova Zelândia  | Ilha Sul                                    | Natural: (vii)(viii)(ix)(x)            | 1990 | Uma paisagem montanhosa de cordilheiras e fiordes moldadas por milhares de anos de escavação glacial. A área incorpora vários parques nacionais e é o deserto mais intocado da Nova Zelândia. Ele abriga a melhor ilustração sobrevivente da antiga vida selvagem de Gondwana, grande parte da qual é rara e única na área. | [ 15 ] |
| Parque Nacional de Tongariro                                           |        | Nova Zelândia  | Ilha Norte                                  | Misto: (vi)(vii)(viii)                 | 1990 | Inscrito por sua notável importância geológica e cultural, o sítio contém uma gama diversificada de características vulcânicas. Muitos de seus cumes são sagrados para os maoris, pois seu sistema tradicional de crenças associa as montanhas aos seus ancestrais. | [ 16 ] |
| Baía Shark, Austrália Ocidental                                        |        | Austrália      | Austrália Ocidental                         | Natural: (vii)(viii)(ix)(x)            | 1991 | Com a maior e mais rica área de prados de ervas marinhas do mundo, este local é um habitat crítico para dugongos ameaçados de extinção, hospedando cerca de 12% da população mundial. Hamelin Pool contém a colônia mais diversificada e abundante do mundo de estromatólitos vivos, fornecendo alguns dos primeiros registros de vida na Terra. | [ 17 ] |
| Sítios Fossilíferos de Mamíferos da Austrália (Riversleigh/Naracoorte) |        | Austrália      | Queensland                                  | Natural: (viii)(ix)                    | 1994 | Riversleigh e Naracoorte foram inscritos por seus extensos registros fósseis e estão listados entre os dez depósitos mais ricos do mundo. Ambos são ilustrativos de estágios separados e importantes na evolução dos mamíferos no continente australiano. Riversleigh forneceu alguns dos primeiros registros de mamíferos do meio Cenozoico. O depósito em Naracoorte, o maior da Austrália, abrange a época do Pleistoceno muito mais recente e as primeiras migrações de humanos para a Austrália. Ele contém alguns dos exemplos mais bem preservados da megafauna da era glacial. | [ 18 ] |
| Ilha Fraser                                                            |        | Austrália      | Queensland                                  | Natural: (vii)(viii)(ix)               | 1992 | A Ilha Fraser é a maior ilha de areia do mundo, composta por areia acumulada ao longo de aproximadamente 750.000 anos. Ele contém mais de 100 lagos de água doce e dunas que chegam a 260 m (850 pés) acima do nível do mar. Devido aos fungos micorrízicos naturais presentes na areia, é o único lugar no mundo onde a floresta tropical alta cresce na areia. | [ 19 ] |
| Parque Nacional Rapa Nui                                               |        | Chile          | Ilha de Páscoa                              | Cultural: (i)(iii)(v)                  | 1995 | Abrangendo quase metade da Ilha de Páscoa, este parque abriga uma paisagem cultural única produzida pela civilização isolada Rapanui. Suas características mais reconhecíveis são as distintas estátuas moai e santuários cerimoniais (ahu). Foi inscrito na Lista do Patrimônio Mundial como um "fenômeno cultural notável". | [ 20 ] |
| Ilha Heard e Ilhas McDonald                                            |        | Austrália      | Território das Ilhas Heard e McDonald       | Natural: (viii)(ix)                    | 1997 | Essas duas ilhas são os dois únicos vulcões ativos no subantártico e foram inscritas por seu valor para pesquisas em glaciologia e processos geomórficos. Mais de três quartos da Ilha Heard é coberto por geleiras. Por causa de seu afastamento, o ecossistema é intacto, sem histórico de impacto humano significativo ou qualquer espécie introduzida. | [ 21 ] |
| Ilha Macquarie                                                         |        | Austrália      | Tasmânia                                    | Natural: (vii)(viii)                   | 1997 | Deitada no topo de um segmento do Macquarie Ridge, a ilha é o único lugar na Terra onde o manto está exposto acima do nível do mar com evidências de expansão do fundo do mar. O sítio foi inscrito na Lista do Patrimônio Mundial por seu valor geológico único. | [ 22 ] |
| Rennell Oriental                                                       |        | Ilhas Salomão  | Rennell                                     | Natural: (ix)                          | 1998 | A Ilha de Rennell é o maior atol de coral elevado do mundo. É densamente florestada e abriga altos níveis de endemismo. A porção sul do atol circunda sua antiga lagoa, Te Nggano, que agora é o maior lago do Oceano Pacífico. | [ 23 ] |
| Ilhas Subantárcticas Neozelandesas                                     |        | Nova Zelândia  | Southland                                   | Natural: (ix)(x)                       | 1998 | Compreende as Ilhas Antípodas, Ilhas Auckland, Ilhas Bounty, Ilhas Campbell e Ilhas Snares. As ilhas são conhecidas pela diversidade e densidade de vida selvagem, com altos níveis de endemismo. Eles são terreno fértil crítico para uma variedade de espécies e abrigam enormes colônias de reprodução de aves marinhas, pinguins e leões marinhos. | [ 24 ] |
| Região das Montanhas Azuis                                             |        | Austrália      | Nova Gales do Sul                           | Natural:(ix)(x)                        | 2000 | Uma área de planaltos e desfiladeiros de arenito. Coberta por floresta de eucalipto, a área foi inscrita como representação da biodiversidade da Austrália, com destaque para a diversidade de espécies de eucalipto. É composto por oito áreas protegidas que fornecem habitats cruciais para muitas espécies ameaçadas de extinção. | [ 25 ] |
| Edifício da Exposição Real e Jardins de Carlton                        |        | Austrália      | Vitória                                     | Cultural: (ii)                         | 2004 | Construído para sediar a Exibição Internacional de 1880, este é um dos últimos edifícios expositivos do mundo do século XIX, e combina vários estilos arquitetônicos. Os jardins adjacentes são um excelente exemplo do design paisagístico da era vitoriana. | [ 26 ] |
| Ópera de Sydney                                                        |        | Austrália      | Nova Gales do Sul                           | Cultural: (i)                          | 2007 | Inaugurado em 1973, este complexo de artes cênicas é um marco icônico da Baía de Sydney, conhecido por sua arquitetura inovadora. O design é um exemplar da arquitetura expressionista e teve uma influência duradoura na arquitetura mundial dos séculos XX e XXI. | [ 27 ] |
| Domínio do Chefe Roi Mata                                              |        | Vanuatu        | Shefa                                       | Cultural: (iii)(v)(vi)                 | 2008 | Consiste em três locais nas ilhas de Éfaté, Lelepa e Artok associados a Roi Mata, um chefe supremo do século XIII cujas reformas sociais permaneceram relevantes para a sociedade local contemporânea. Inclui sua residência no assentamento abandonado de Mangaas, o local de sua morte em Lelepa e seu local de sepultamento na ilha de Artok. | [ 28 ] |
| Lagoas da Nova Caledónia                                               |        | França         | Nova Caledónia                              | Natural: (vii)(ix)(x)                  | 2008 | Nova Caledónia possui um dos três maiores sistemas de recifes do mundo, abrangendo uma área lagunar de 24.000 km². A densidade de estruturas de recife aqui é a mais diversificada do mundo. Abriga uma grande diversidade de espécies com alto nível de endemismo e é um importante habitat para dugongos e tartarugas-marinhas ameaçadas de extinção. | [ 29 ] |
| Sítios das Colónias Penais Australianas                                |        | Austrália      | Austrália Ocidental/ Ilha Norfolk/ Tasmânia | Cultural: (iv)(vi)                     | 2010 | Há mais de 3.000 locais de colônias penais na Austrália que foram estabelecidos pelas frotas britânicas no início do período colonial da história australiana. Onze desses locais foram selecionados como os exemplos mais destacados do país. | [ 30 ] |
| Atol de Bikini, local de testes nucleares                              |        | Ilhas Marshall | Cadeia Ralik                                | Cultural: (iv)(vi)                     | 2010 | Um total de 67 testes de armas nucleares foram realizados aqui pelos Estados Unidos entre 1946 e 1958, incluindo a detonação da primeira bomba de hidrogênio em 1952. Os testes tiveram consequências significativas para o ambiente ao redor e seus habitantes. As consequências da explosão de Castle Bravo em 1954 levaram à contaminação radiológica mais intensa da história do país. O local contém muitos vestígios visíveis dos efeitos destes testes nucleares. | [ 31 ] |
| Papahānaumokuākea                                                      |        | Estados Unidos | Havaí                                       | Misto: (iii)(vi)(viii)(ix)(x)          | 2010 | Esta cadeia de ilhas foi formada como resultado do vulcanismo de ponto quente e abriga cerca de 7.000 espécies marinhas - 1/4 das quais são endêmicas - sendo fundamental para a sobrevivência de várias espécies ameaçadas de extinção. As ilhas são espiritualmente significativas para muitos havaianos nativos, sendo associadas ao conceito de parentesco entre o homem e a natureza. Duas das ilhas possuem santuários heiau bem preservados. | [ 32 ] |
| Área Protegida das Ilhas Fénix                                         |        | Kiribati       | Ilhas Fénix                                 | Natural: (vii)(ix)                     | 2010 | Abrangendo as Ilhas Fénix escassamente habitadas e inóspitas, esta reserva protege uma das maiores áreas selvagens oceânicas do mundo. Abrange uma variedade de habitats marinhos e constitui um importante terreno fértil nas rotas de migração de várias espécies marinhas e de aves marinhas. É considerado de vital importância na avaliação das consequências das mudanças climáticas no nível do mar e na saúde dos recifes de coral. | [ 33 ] |
| Costa de Ningaloo                                                      |        | Austrália      | Austrália Ocidental                         | Natural: (vii)(x)                      | 2011 | Famosa por sua excepcional biodiversidade marinha, incluindo mais de 700 espécies de peixes e uma abundância de tartarugas-marinhas ameaçadas de extinção. Abriga as maiores agregações sazonais conhecidas de tubarões-baleia e faz parte das rotas de migração anual de golfinhos, dugongos, mantas e baleias-jubarte. | [ 34 ] |
| Lagoa Meridional das Ilhas Chelbacheb                                  |        | Palau          | Koror                                       | Misto: (iii)(v)(vii)(ix)(x)            | 2012 | A Lagoa Meridional das Ilhas Chelbacheb cobre 100.200 hectares e conta com 445 ilhas desabitadas de calcário de origem vulcânica. Muitos deles exibem formas únicas de cogumelos em lagoas azul-turquesa cercadas por recifes de coral. O sítio apresenta mais de 385 espécies de corais e diferentes tipos de habitat. O local abriga a maior concentração de lagos marinhos - corpos de água separados do oceano por barreiras terrestres. | [ 35 ] |
| Cidade Histórica Portuária de Levuka                                   |        | Fiji           | Divisão do Leste                            | Cultural: (ii)(iv)                     | 2013 | A cidade de Levuka, na costa oriental de Ovalau, foi o primeiro local de colonização europeia em Fiji, tornando-se a capital colonial britânica de Fiji em 1874. Os numerosos e bem preservados edifícios da época, fazem dela um excelente exemplo de uma cidade porto colonial desenvolvido durante o final do século XIX no Pacífico Sul. | [ 36 ] |
| Nan Madol: Centro cerimonial do Leste da Micronésia                    |        | Micronésia     | Pohnpei                                     | Cultural: (i)(iii)(iv)(vi)             | 2016 | Nan Madol é uma série de mais de 100 ilhotas ao largo da costa sudeste de Pohnpei que foram construídas com basalto e rochas de coral. Essas ilhotas abrigam reuínas de palácios de pedra, templos, túmulos e residências construídos entre 1.200 e 1.500 d.C. Essas ruínas representam o centro cerimonial da dinastia Saudeleur, um período vibrante na cultura das ilhas do Pacífico. | [ 37 ] |
| Taputapuātea                                                           |        | França         | Raiatea, Polinésia Francesa                 | Cultural: (iii)(iv)(vi)                | 2017 | A propriedade inscrita na Lista do Patrimônio Mundial inclui dois vales arborizados, uma porção de lagoa e recife de coral e uma faixa de mar aberto. No centro do sítio ergue-se o complexo Taputapuātea marae, um centro político, cerimonial e funerário. Taputapuātea é um testemunho excepcional de milênios de civilização mā'ohi. | [ 38 ] |
| Paisagem Cultural de Budj Bim                                          |        | Austrália      | Vitória                                     | Cultural: (iii)(v)                     | 2019 | A Paisagem Cultural de Budj Bim consiste em um dos maiores sistemas de aquacultura do mundo. Os fluxos de lava do vulcão inativo Budj Bim deram origem ao complexo sistema de canais, açudes e barragens desenvolvido pelos povos Gunditjmara para criação de kooyang (enguia-de-barbatana-curta). | [ 39 ] |